# Confederação Brasileira de Kickboxing
A CBKB fomenta a modalidade do KickBoxing desde o ano de 1990, ano que iniciou suas atividades no Brasil ainda com o nome de Associação Nacional de KickBoxing.
A entidade foi fundada oficialmente em 1993 durante a realização do 3º Campeonato Brasileiro de KickBoxing, realizado na cidade de Cruz Alta, RS, com a finalidade de fomentar, disciplinar e divulgar a prática do KickBoxing em todo o território brasileiro.
Desde o início de suas atividades, já realizou dezenove edições do Campeonato Brasileiro Adulto, treze edições do Campeonato Brasileiro SUB-17, cinco edições do Campeonato Panamericano e cinco edições do Campeonato Sulamericano, devendo neste ano organizar a histórica edição de número vinte, ininterruptamente. Organizou também centenas de eventos amadores e profissionais em todo o território nacional, participando ainda das edições dos Campeonatos Mundiais da WAKO
desde 1.990. Nos estados filiados supervisiona e fomenta a prática do KickBoxing, atuando ativamente em todos os campeonatos e seletivas estaduais.
A CBKB é filiada a WAKO - World Association KickBoxing Organization, única sigla mundial reconhecida pelo Sportaccord- Internatonal Sports Federations e possui representantes filiados em 135 países espalhados pelos cinco continentes. O KickBoxing da WAKO participou, como esporte de apresentação, dos Jogos Asiáticos/2007 e 2009,dos Jogos Africanos/2007e 2009 e neste ano participa do Sportaccord Combat Games, que será realizado na China nas mesmas instalações onde foram realizadas as Olimpíadas 2008 e que está sendo considerado como a primeira ação do COI - Comitê Olímpico Mundial, em criar os Jogos Marciais. No Brasil, a CBKB estima em duzentos mil praticantes da modalidade e mantém Federações filiadas nos seguintes estados:
- Rio Grande do Sul
- Santa Catarina
- Paraná
- São Paulo
- Rio de Janeiro
- Espírito Santo
- Minas Gerais
- Goiás
- Distrito Federal
- Mato Grosso
- Mato Grosso do Sul
- Sergipe
- Maranhão
- Amazonas
- Rondônia

Em 1 de março de 2005 celebrou um Termo de Seção de Espaço por Contrapartida com a Secretaria da Juventude, Esporte e Lazer do Estado de São Paulo, para montar um Centro de Treinamento onde atendesse os atletas filiados da Confederação e praticantes em geral da modalidade, passando a oferecer treinamento gratuito para os mesmos.
Atualmente atende gratuitamente em torno de 180 alunos, com possibilidade de atender 250. Fruto desta experiência vencedora, a entidade assinou Termo de Convênio com a Selt e mantém atualmente seis Centros de Treinamento espalhados pelo estado.
Quatro na capital (Ginásio do Ibirapuera, Baby Barioni, Vila Olímpica Mario Covas e Parque da Juventude) e três no interior, nas cidades de Bauru, Itanhaem e Itu.
No final de 2009, o KickBoxing, após duas participações como "extra", foi finalmente reconhecida como modalidade oficial dos Jogos Abertos do Interior de São Paulo, principal evento esportivo das Américas e que reúne anualmente mais de 18 mil atletas de 27 modalidades esportivas.

## Datas importantes na história do Kickboxing
1974 – Realizado em Setembro, o 1º Campeonato Mundial de Karatê Full Contact, em Los Angeles (USA).
1975 – Primeiro Título Mundial Profissional, realizado por George Bruckner, em Berlim (ALE) e conquistado por Gordon Franks.
1976 – Na academia de George Bruckner é realizado uma luta entre Dominique Valera e Bill Wallace, com duração de 10 minutos, que consagra a supremacia de Bill “Superfoot” Wallace. É fundada a World Association Of All Style Karate Organizations.
1977 – Setembro é realizado o 1º Campeonato Alemão pela WAKO, em Wolfsburg.
1978 – È realizado o primeiro campeonato Mundial WAKO, com a participação de 18 países, organizado por George Bruckner, em Berlim (ALE).
1979 – O segundo campeonato Mundial é realizado em Tampa – Flórida (USA). A Europa toma conhecimento do grande fenômeno do Full Contact nos Estados Unidos. Daí em diante, a WAKO passa a realizar seus mundiais a cada 2 anos.
1980 – A WAKO deixa de usar a terminologia Karatê Full Contact, passando a utilizar o termo KickBoxing, que passava melhor a ideia do “chutar boxeando”.
1981 – A WAKO tem a sua terminologia ajustada para Word Association Of Kick Boxing Organization.
1983 – O italiano Ennio Falsoni é eleito o presidente da WAKO.
1985 – A WAKO se divide em duas facções: de um lado o presidente George Bruckner e de outro Ennio Falsoni.
1987 – A WAKO é reunificada e Ennio Falsoni é confirmado como presidente único da entidade, com sede em Milão (ITA).
1987 – Primeira participação brasileira em campeonato Mundial, realizado em Munique (ALE).
1990 – Primeira conquista de medalha em campeonato Mundial, realizado em Mestre Di Veneza (ITA), pela equipe brasileira – Paulo Zorello (prata) e Alessandro Gatto (bronze). No mesmo ano, Paulo Zorello conquista o título europeu de Full Contact pela seleção italiana e ao retornar, começam as atividades da WAKO no Brasil.
1990 – Durante a realização do congresso da WAKO no campeonato Europeu, em Madrid (ESP), fica decidido que a entidade deveria criar sua seção profissional, a WAKO-PRÓ, em duas de suas modalidades – Full Contact e Low Kicks.
1991 – É realizada em Milão (ITA), a primeira disputa de título Mundial Profissional de Full Contact entre o francês Phillipe Coutelas, então Campeão Mundial Amador, e o brasileiro Paulo Zorello, então Campeão Europeu Amador, vencida por pontos pelo brasileiro, tornando-se o primeiro Campeão Mundial Profissional na história.
1991 – Primeira medalha de ouro obtida pelo Brasil em Campeonato Mundial Amador, realizado em Londres (ENG), pela atleta Carla Ribeiro (DF).
Realizado o 1º Campeonato Brasileiro, em Brasília (DF), com a organização a cargo de Antonio Flávio Testa.
1993 – Fundada a Confederação Brasileira de Kick Boxing, durante a realização do 3º Campeonato Brasileiro, em Cruz Alta (RS), organizado por Badique Daer. Na ocasião foi eleito por aclamação Paulo Zorello, como presidente.
1993 – Realizada no Brasil a primeira defesa de título Mundial com transmissão ao vivo pela televisão Bandeirantes.
1993 - Paulo Zorello venceu por K.O. no 7º round o francês Phellip Coutellas.
1994 – A CBKB realiza o 1º Campeonato Panamericano, em Uberlândia (MG), organizado por Hélio Mendes.
No mesmo evento Paulo Zorello nocauteia no 4º round o francês Reinald Fucho na defesa de seu título Mundial dos pesados de Full Contact.
1995 – O Brasil participa com uma delegação de vinte e duas pessoas, sendo dezoito atletas, dois árbitros, além do presidente Paulo Zorello e o vice presidente Flávio Testa, no Mundial de Kiev, Ukrânia.
André Roubert (RJ) conquista a medalha de prata no Low Kicks até 60 kg.
1996 – Durante o congresso da WAKO no Campeonato Europeu, é decidido que mais duas modalidades fariam parte da WAKO-PRO, o Light Contact e o Semi Contact.
1997 – Durante a realização do congresso WAKO no Campeonato Mundial de Gdansk (POL), fica decidido que o Thai Kick seria incluído às modalidades competitivas da entidade. Daí em diante, a WAKO passa a organizar disputas de Full Contact, Low Kicks,
Light Contact, Semi Contact, Musical Forms e Thai Kick, sendo que, somente o Musical Forms participa exclusivamente da divisão amadora.
1998 – É próximo o reconhecimento da WAKO pelo AIGSF (comitê central que estuda a inclusão de novos esportes às modalidades olímpicas existentes). A WAKO conta com 81 nações sendo que 29 delas são reconhecidas pelos Comitês Olímpicos nacionais.
1999 – A WAKO fecha o milênio com 1.200.000 praticantes ao redor do mundo em 89 confederações nacionais nos 5 (cinco) Continentes, realizando campeonatos Mundiais em duas edições – Low Kicks em Kyrgiztan e as demais modalidades em Caorle (ITA).
1999 – A CBKB realiza seu primeiro Campeonato Sulamericano em São Paulo com a presença da Argentina.
2000 – A CBKB realiza o 2º Campeonato Panamericano em São Paulo.
2001 – A WAKO já está presente em 96 países e 37 destes filiados a seus comitês olímpicos.
2001 – A CBKB realiza a segunda edição do Campeonato Sulamericano, também em São Paulo e contou com a presença das seleções da Argentina e Bolívia.
2001 – A WAKO realiza com sucesso as duas etapas do Campeonato Mundial. O Semi Contact, Light Contact e Musical Forms, foram realizados em Maribor (Slovenia) e o Full Contact, Low Kicks e Thai Kick em Belgrado (Yugoslávia).
2001 – Em Novembro, durante a realização do Mundial de Belgrado, Paulo Zorello retira-se oficialmente dos ringues encerrando sua vitoriosa carreira de 38 vitórias, 30 KO e 1 derrota, tornando-se o campeão mundial profissional a manter o título por mais tempo (10 anos, 8 meses e 24 dias).
2002 – A WAKO continua investindo, nas competições profissionais, realizando em média 05 disputas de títulos por mês, ao redor do mundo.
2002 – Budva – Montenegro, antiga Yugoslávia, realiza a terceira edição do Campeonato Mundial Junior.
2002 – O Brasil fecha o ano com quatro campeões mundiais, fato inédito em sua história. Wagner Stivi (GO) no Low Kicks 56,400 kg, Deucélio Rodrigues (PR) no Low Kicks 58,200 kg, André Roberto Rouberte (RJ) no Low Kicks 60 kg e Moisés “GIBI” Baptista (SP) no Low Kicks 78,100 kg.
2002 – A CBKB realiza com sucesso a terceira edição do Campeonato Panamericano de KickBoxing.
2003 – A WAKO realiza com enorme sucesso as duas etapas do Campeonato Mundial amador, sendo uma em Kiev – Ucrânia e a outra em Paris – França.
2003 – O 3º Sulamericano começa a demonstrar o crescimento do esporte no continente.
São Paulo recebeu as seleções da Argentina, Peru, Chile, Equador e Bolívia, além dos convidados especiais França e Noruega.
2004 Fev – O ano começa muito forte, principalmente com a apresentação do calendário profissional onde serão transmitidos 08 eventos ao longo de 2004.
2004 Set – Enorme sucesso na realização do 4º Campeonato Brasileiro Adulto e 8º Campeonato Brasileiro Sub 17.
Participação record de 370 atletas na cidade de Amparo, interior paulista, com o Rio de Janeiro sagrando-se campeão pela sexta vez.
2004 Nov – O 3º Campeonato Open Panamericano encerra o ano de forma espetacular. Oito países, mais de 300 atletas e transmissão exclusiva pelo BandSports. Brasil é tri-campeão.
2005 Mai – Enorme sucesso a realização do 15º Campeonato Brasileiro de KickBoxing e 9º Campeonato Brasileiro Sub 17.
2005 Ago – O 4º Campeonato Sulamericano de KickBoxing é realizado pela 1ª vez fora do solo brasileiro.
Buenos Aires foi a sede e apesar disto o Brasil sagra-se tetra-campeão.
2005 Set – A WAKO realiza com maestria o mundial de Marrocos, nas modalidades Low Kicks, Thai Kick e Musical Forms.
2005 Nov – Agora é a vez da Hungria sediar o mundial nas modalidades de Full Contact, Semi Contact e Light Contact.
As duas etapas contaram com a participação de mais de 1300 atletas oriundos de 90 países, representando os cinco continentes.
2006 Jun - o 16° Brasileiro adulto e 10° Sub17, realizado em Niterói – RJ, superou todas as expectativas e coroou o Rio de Janeiro como Octa Campeão nacional.
2006 Set - O Campeonato Europeu, realizado em Lisboa, Portugal, marcou o inicio do controle anti – doping na modalidade.
2006 Out – Durante a reunião do Conselho do AIGSF – General Association International Sports Federations, a WAKO foi reconhecida oficialmente como a única entidade oficial do esporte KickBoxing no mundo.
2006 Nov - O 4° Campeonato Panamericano realizado em Niterói – RJ, marcou a presença inédita do Canadá, EUA e México.
No congresso Panamericano realizado no evento, foi fundada a Confederação Panamericana e Paulo Zorello foi eleito presidente.
2006 Dez – São iniciadas as atividades da WAKO Champions League no Brasil. Somente no primeiro mês, dezembro, três eventos foram realizados.
2006 Dez – Deucélio Rodrigues (PR) conquista o Título Mundial Profissional de Thai Kick ao vencer por KO
no primeiro round o português Tiago Pereira. Ele e Wagner Stivi (GO) são os dois Campeões Mundiais do esporte no Brasil.
2007 Mai - A CBKB realiza a 17 edição do Brasileirão Adulto e 11 do Sub 17 no Ginásio do Ibirapuera, reunindo representantes de doze estados e mais de 350 atletas.
2007 Jul - O 5º Campeonato Sulamericano Adulto e Sub 17 volta a ser realizado no Brasil, no Ginásio do Ibirapuera e o Brasil conquista o Penta.
2007 Jul/Out - A WAKO dá mais um grande passo rumo a reconhecimento Olímpico participando dos Jogos Africanos e dos Jogos Asiáticos Indoor, posicionando de vez a entidade como a legítima representante mundial do esporte.
2007 Set/Nov - A WAKO realiza suas duas etapas dos Mundiais em Belgrado, Sérvia e em Coimbra,
Portugal respectivamente, reunindo mais de 1800 atletas representantes de 80 nações. O Brasil participa das duas edições e conquista uma medalha de bronze com Guto Inocente (DF), no Thai Kick.
2007 Dez - A CBKB reedita a Copa Brasil, somente na modalidade Low Kicks, promovendo uma premiação diferenciada para os participantes. A partir de
2008 o evento passa a fazer parte do calendário oficial e terá outras modalidades.
2007 Dez - A WAKO encerra o ano modificando oficialmente o nome da modalidade ThaiKick para K1 Rules, por exigência do Comitê Olímpico Mundial.
2007 Dez - A CBKB encerra o ano com 37 filados contemplados pelo programa Bolsa Atleta do Ministério dos Esportes, e em quarta colocada no ranking entre todas as entidades esportivas nacionais.
2008 Maio - A CBKB realiza no Ginásio do Ibirapuera, em São Paulo, o maior Campeonato Brasileiro Adulto e Sub 17 de todos os tempos.
Participaram mais de 500 atletas sendo 254 nas três modalidades de ringue.
2008 Ago - A Copa Brasil entra de vez para o calendário oficial e realiza um evento diferenciado nas três modalidades de ringue. Destaque para o evento especial da noite que premiou 20 atletas com a estadia completa no Panamericano do Chile e foram transmitidas pelo canal de televisão Band Sports.
2008 Out - O Brasil levanta o pentacampeonato no Pan-americano do Chile (Viña Del Mar), participando com uma delegação expressiva de 118 pessoas entre atletas, técnicos e árbitros.
2008 Nov - Um mês histórico para o KickBoxing brasileiro que debutou nos Jogos Abertos do Interior de São Paulo, maior evento esportivo das Américas, que reuniu mais de 18 mil atletas em mais de 30 modalidades esportivas.
2008 Dez - A CBKB fecha o maior acordo de parceria da história: O KickBoxing Brasil, projeto que contemplará a abertura de três centros de treinamento da modalidade em Centros Esportivos Estaduais. Representa o Governo a SELT- Secretaria de Esporte,
Lazer e Turismo de São Paulo e o mesmo deve ensinar gratuitamente 900 novos filiados.
2008 Dez - A CBKB fecha o ano com 77 atletas contemplados no Programa Bolsa Atleta do Ministério dos Esportes, na maioria na categoria internacional e a entidade se posiciona como a mais forte dentro as "lutas em pé" do Brasil.
2008 - A Câmara Municipal sanciona Projeto de Lei que cria o Dia do KickBoxing na cidade de São Paulo.
2009 - O 19º Campeonato Brasileiro de KickBoxing recebe 984 inscrições, sendo estas mais de 500 nas modalidades de ringue.
2009 - A Copa Brasil também mostra a sua força com 746 inscritos.
2009 - O Brasil participa das duas edições dos Mundiais da WAKO e obtém seu melhor resultado conquistando uma medalha de prata e sete de bronze, além de ter classificado dois atletas para o SportAccord Combat Games, evento que está sendo considerado a primeira edição das Olimpíadas Marciais.
2009 - O Brasil é penta campeão sul-americano no Sulamericano realizado em Assuncion, Paraguai, conquistando mais de 170 medalhas e com uma delegação de mais de 180 pessoas.
2009 - A CBKB renova o projeto KickBoxing Brasil (unidades do Baby Barioni, parque da Juventude e Vila Olímpica Mario Covas)
e assina contrato para mais três novos centros de treinamento gratuito de kickboxing no interior do estado, Projeto KickBoxing São Paulo com sedes nas cidades de Itanhaém, Bauru e Itu.
2010 - 2010 Jan - Agora já é realidade: a modalidade esportiva “KickBoxing” integra oficialmente as disputas dos Jogos Abertos do Interior (JAI), evento promovido anualmente pela Secretaria de Esporte, Lazer e Juventude do Estado de São Paulo (SELJ).
2010 Maio – O Brasil sedia pela primeira vez uma Etapa da Copa do Mundo de KickBoxing, contando com a participação de 12 países.
2010 Ago – O Brasil participa do SportAccord Combat Games, realizado em Pequim, China, com 2 atletas brasileiros, Carolina Lemos (SP) e Rafael Kaiser (RS). O evento foi considerado a primeira ação do COI na criação das Olimpíadas Marciais.
2010 Jun - Entidade realiza a vigésima edição do Brasileirão, consecutivamente desde 1991, contando com mais de mil inscrições no evento
2010 Set - Copa Brasil é realizada na cidade de Guarujá e seleciona equipe que defenderia o Brasil no Campeonato Pan-americano
2010 Dez - Mais uma vez Guarujá é escolhida como sede de um grande evento. Desta vez o 6 Pan que atraiu 12 países e mais 450 in
scrições. Brasil, seguido de Argentina e Venezuela compuseram o podium.
2011 Jun -  A 21ª edição do Brasileiro realizado em  Vitória/ES, recebeu a maior cobertura da mídia da história da modalidade.
2011 Ago - CBKB inicia uma nova e vitoriosa fase no profissional com a criação do WGP- WAKO Grand Prix, maior circuito de lutas já realizado no Brasil.
2011 Set - A Copa Brasil ultrapassa as fronteiras do eixo Rio/São Paulo e acontece pela primeira vez no estado do Paraná, sendo realizada em Maringá.
2012 Dez - Realizada a 7ª edição do Campeonato Pan Americano de Kickboxing, desta vez em Foz do iguaçu, Paraná, Brasil. O evento marcou a ulitma particpação oficial do então presidente da WAKO IF, Dr. Ennio Falsoni.
2012 Dez – A modalidade Semi Contact passa a se chamar Point Fight.
2013 Set – O Brasil sedia pela primeira vez uma etapa do Campeonato Mundial de Kickboxing, nas modalidades Low Kicks e K1 Rules.
2013 Set – O Brasil sedia pela primeira vez uma etapa do Campeonato Mundial de Kickboxing, nas modalidades Low Kicks e K1 Rules. É nesse Mundial que o país conquistou a primeira medalha de ouro no ringue com a capixaba Barbara Nepomuceno. As outras medalhas do Brasil foram: 
Daniel Mattos 3º lugar K1 57 Kg
Alex Pereira 2º lugar k1 91 Kg
Juliana Werner K1 65 Kg
Manuela Martini K1 + 70 Kg
Edson Ribeiro da Silva 3º lugar Low 51 Kg
Tadeu San Martino 3º lugar Low 75 Kg
Felipe Micheletti 2º lugar Low + 91 Kg
Ivani Conceição 2º lugar Low 56 Kg
2013 Out - O Brasil conquista as inéditas medalhas nos  Jogos Mundiais de Combate, na edição realizada em São Petersburgo, Russia. Tadeu San Martino, SP foi prata e Fernando Nonato, RJ, bronze.
2014 Jan - A WAKO continua a trabalhar muito forte vista ao reconhecimento olímpico.
2014 Set - Durante a realização da Copa Brasil em Piracicaba, WAKO PANAM em parceria com a CBKB e a PM Piracicaba, inaugura o Centro de Treinamento Oficial da modalidade, com dois ringues, 800 metros de tatame, área de sacos e escritório administrativo.
2014 Dez - Realizada a 8ª edição do Campeonato Pan Americano na cidade argentina de Corrientes. Na ocasião ocorreram as eleições da Diretoria da WAKO PANAM para o período de 01/janeiro/2015 a 31/dezembro/2018. O brasileiro, Mestre Paulo Zorello foi reconduzido ao cargo.
2015 Set/Out - O Brasil continua a participar nos Mundiais WAKO e a conquistar medalhas.
2015 Dez - O Brasil mantém sua hegemonia no 9º Campeonato Sul-americano de Santiago, Chile. Com exceção das Guianas, todos os outros países da América do Sul participaram do evento, estabelecendo novo recorde para o esporte.
2016 Jun - CBKB realiza no São Paulo Futebol Clube, o maior Campeonato Brasileiro de todos os tempos com 1245 inscrições.
2016 Jun - A WAKO é reconhecida pelo COI- Comite Olímpico Mundial, através  do AIMS-Alliance of Independent recognised Members of Sport. 